# Hugo Álvarez
Hugo Álvarez Quintas (ur. 21 czerwca 1985 w Vigo) – hiszpański piłkarz, występujący na pozycji obrońcy.